# Lauvero
Der Lauvero (Laweru) ist ein See im osttimoresischen Suco Matorec (Verwaltungsamt Turiscai, Gemeinde Manufahi). Er befindet sich im äußersten Südosten des Sucos. Ein Bach durchquert den See und mündet östlich in den Clere, einen Nebenfluss des Clerec.